# Georges Dard
Georges Dard (Marsiglia, 28 giugno 1918 – Marsiglia, 2 maggio 2001) è stato un calciatore francese, di ruolo attaccante.

## Carriera

### Nazionale
Ha collezionato tre presenze con la propria Nazionale.

## Statistiche

### Cronologia presenze e reti in Nazionale
| Cronologia completa delle presenze e delle reti in nazionale ― Francia | Cronologia completa delle presenze e delle reti in nazionale ― Francia | Cronologia completa delle presenze e delle reti in nazionale ― Francia | Cronologia completa delle presenze e delle reti in nazionale ― Francia | Cronologia completa delle presenze e delle reti in nazionale ― Francia | Cronologia completa delle presenze e delle reti in nazionale ― Francia | Cronologia completa delle presenze e delle reti in nazionale ― Francia | Cronologia completa delle presenze e delle reti in nazionale ― Francia |
| Data                                                                   | Città                                                                  | In casa                                                                | Risultato                                                              | Ospiti                                                                 | Competizione                                                           | Reti                                                                   | Note                                                                   |
| ---------------------------------------------------------------------- | ---------------------------------------------------------------------- | ---------------------------------------------------------------------- | ---------------------------------------------------------------------- | ---------------------------------------------------------------------- | ---------------------------------------------------------------------- | ---------------------------------------------------------------------- | ---------------------------------------------------------------------- |
| 26-5-1947                                                              | Colombes                                                               | Francia                                                                | 4 – 0                                                                  | Paesi Bassi                                                            | Amichevole                                                             | 1                                                                      |                                                                        |
| 1-6-1947                                                               | Colombes                                                               | Francia                                                                | 4 – 2                                                                  | Belgio                                                                 | Amichevole                                                             | 1                                                                      |                                                                        |
| 27-5-1950                                                              | Colombes                                                               | Francia                                                                | 0 – 1                                                                  | Scozia                                                                 | Amichevole                                                             | -                                                                      |                                                                        |
| Totale                                                                 |                                                                        | Presenze                                                               | 3                                                                      |                                                                        | Reti                                                                   | 2                                                                      |                                                                        |

## Palmarès

### Competizioni nazionali
- Campionato francese: 2

Olympique Marsiglia:1936-37, 1947-48
- Coppa di Francia: 1

Olympique Marsiglia:1942-43,